# ريتشارد فليشر
ريتشارد فليشر (8 ديسمبر 1916 - 25 مارس 2006) (بالإنجليزية: Richard Fleischer)‏ كان مخرج أفلام أمريكي.

## مواقع خارجية
- ريتشارد فليشر على موقع IMDb (الإنجليزية)
- ريتشارد فليشر على موقع الموسوعة البريطانية (الإنجليزية)
- ريتشارد فليشر على موقع ألو سيني (الفرنسية)
- ريتشارد فليشر على موقع تيرنر كلاسيك موفيز (الإنجليزية)
- ريتشارد فليشر على موقع أول موفي (الإنجليزية)
- ريتشارد فليشر على موقع قاعدة بيانات الأفلام السويدية (السويدية)
- ريتشارد فليشر على موقع إن إن دي بي (الإنجليزية)
- ريتشارد فليشر على موقع ديسكوغز (الإنجليزية)
- ريتشارد فليشر على موقع قاعدة بيانات الفيلم (الإنجليزية)
- ريتشارد فليشر على موقع كينوبويسك (الروسية)